# Татищев, Алексей Никитич
 Алексе́й Ники́тич Тати́щев  (1845— 21 февраля 1896) — русский дипломат, камергер, полтавский губернатор (1892—1896) из рода Татищевых.

## Биография
Алексей Никитич родился в семье потомков историка В. Н. Татищева, владевшей тверским имением Беляницы. Сын подполковника Никиты Алексеевича Татищева (1796—1851) и Екатерины Степановны Ушаковой. Его дедом был генерал-майор Алексей Евграфович, приходившийся единокровным братом Ростиславу Татищеву.
Воспитывался в Тверской, а затем в 1-й Санкт-Петербургской гимназии. Окончил Санкт-Петербургский университет по юридическому факультету со степенью кандидата в 1868 году и в том же году 6 сентября поступил на службу в Министерство иностранных дел. с 23 сентября — коллежский секретарь. Через год был причислен к Департаменту внутренних сношений, где исправлял должность переводчика VIII класса. С 6 сентября 1870 года «за отличие» титулярный советник. Через год был назначен третьим секретарём канцелярии министерства, а в 1872 года секретарём при Её Величестве Королеве Эллинов Ольге Константиновне. С 30 августа 1873 года — камер-юнкер, с 6 сентября — коллежский асессор.
В 1874 году перешёл на службу в Министерство императорского двора. Через год опять переведён на службу в Министерство иностранных дел и назначен секретарём канцелярии министерства, а в 1876 году вторым секретарём в Вене. В 1880 году чиновник особых поручений VI класса при министре юстиции. В 1883 году пожалован званием камергера. В 1886 году назначен состоять за обер-прокурорским столом сверх комплекта во 2-м департаменте Правительствующего сената. В 1887 году действительный статский советник.
В 1886 году был избран бежецким уездным предводителем дворянства, с увольнением от прежней службы, а через год председателем бежецкого мирового съезда. Уездным предводителем пробыл до 26 июня 1890 года, когда был назначен екатеринославским вице-губернатором. 6 февраля 1892 года назначен полтавским губернатором; на этом посту и скончался от легочного кровотечения 21 февраля 1896 года в Вене во время поездки за границу для лечения. Похоронен в Александро-Невской лавре.
Крупный помещик Тверской губернии, где имел 3500 десятин в Бежецком уезде и в Тверской 550 десятин Блогоприобретенных в Харьковской губернии, Лебединского уезда, при с. Штеповке 1808 десятин.

## Брак и дети

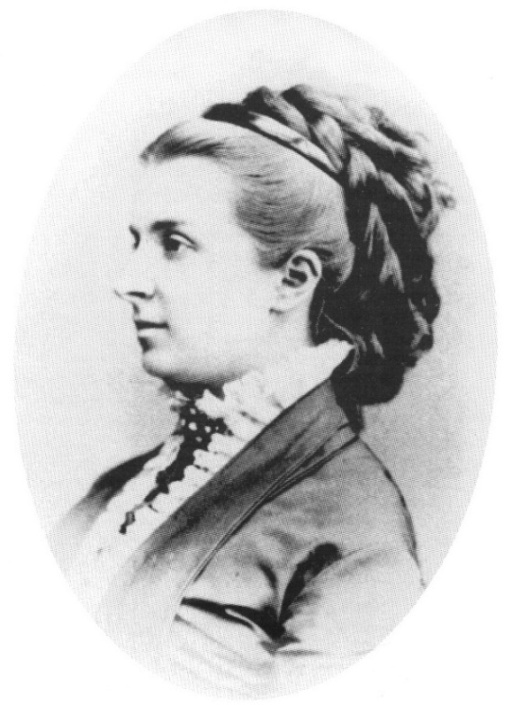
Екатерина Борисовна Татищева

В 1874 году Алексей Никитич женился на фрейлине Екатерине Борисовне Мещерской (1848—1930), дочери тверского предводителя дворянства князя Бориса Васильевича Мещерского (1818—1884) и Софьи Васильевны, урождённой княжны Оболенской (1822—1891), сестре князя Бориса Мещерского. Молодые Мещерские славились своей красотой. К. Головин в своих воспоминаниях писал: «Старшая Мещерская, Екатерина Борисовна, уже выезжала и в Петербурге делила с Варварой Дмитриевной Оболенской лавры первой по успеху и по красоте молодой барышни.» В браке родились:
- Борис (1876—1949) — дипломат, с 1903 года женат на Варваре Михайловне Бибиковой (1878—1958);
- Никита (1879—1948) — московский губернатор, с ноября 1906 года женат на Дарье Федоровне Дубасовой (1888—1984);
- Екатерина (1880—1963) — фрейлина двора, супруга (с 21 апреля 1902)[4] Александра Александровича Ребиндера (1869—1918, убит в имении Шебекино), венчались в Петербурге в церкви Свв. Захария и Елисаветы Кавалергардского полка;
- Софья (1882—1966) — супруга архангельского вице-губернатора Владимира Николаевича Брянчанинова (1875—1963);
- Алексей (1885—1947) — чиновник Министерства земледелия, автор мемуаров «Земли и люди: В гуще переселенческого движения». С сентября 1924 года женат на Юлии Владимировне Буторовой (1885—1946).

## Награды
- орден Святой Анны 3-й степени (16.04.1872);
- орден Святого Станислава 2-й степени (11.07.1874);
- орден Святой Анны 2-й степени (1.01.1883);
- орден Святого Владимира 3-й степени (30.08.1890);
- орден Святого Станислава 1-й степени (1894);
- медаль «В память коронации императора Александра III»;
- медаль «В память царствования императора Александра III»;
- Знак Красного Креста;

Иностранные:
- саксонский орден Эрнестинского дома (кавалерственный крест 1-й степени);
- австрийский орден Леопольда;
- австрийский орден Железной короны 3-й степени;
- испанский орден Изабеллы Католической (командорский крест);
- черногорский Орден Князя Даниила I;
- черногорский орден за Независимость Чёрной Горы 3-й степени;
- греческий орден Спасителя (офицерский крест).